# Communion
Communion (Brasil: Estranhos Visitantes) é um filme britano-estadunidense  de 1989, dos gêneros drama biográfico, ficção científica e suspense, dirigido por Philippe Mora com roteiro de Whitley Strieber baseado em seu livro homônimo. A trilha sonora é de Eric Clapton. 

## Enredo
Um escritor sem inspiração, com sua família e alguns amigos vão para uma área isolada. Sentindo-se perturbado, o escritor procura ajuda de um psicanalista que, através de hipnose, ajuda-o a descobrir que está tendo contato com alienígenas.

## Elenco
- Christopher Walken.......Whitley Strieber
- Lindsay Crouse.......Anne Strieber
- Frances Sternhagen.......Dr. Janet Duffy
- Andreas Katsulas.......Alex
- Terri Hanauer.......Sarah
- Joel Carlson.......Andrew Strieber
- John Dennis Johnston.......Bombeiro
- Dee Dee Rescher.......Srª. Greenberg
- Aileen Fitzpatrick.......Mãe
- R.J. Miller.......Pai

## Prêmios e indicações
- Indicado

Young Artist Awards[carece de fontes?]